# Pau Gener Galin
Pau Gener Galin (Sant Celoni, 10 d'agost 1977) és poeta, escriptor, guionista, editor, traductor i intèrpret multidisciplinari.
En els seus llibres ha usat mètrica i vers blanc, emprant de manera especialment rellevant l'heptasíl·lab. Al seu primer llibre editat, Si al final no vinc i m'esperes oferia una indagació profunda en el haiku. Al segon llibre No Calla emprenia un camí més discursiu. Després van seguir Vàlid per un viatge, Tancat per mancances, Home a l'aigua i Flama de Bruc.
Ha destacat com a poeta, però la seva trajectòria ha transitat per camps també teatrals o musicals.
L'any 2008 presenta el muntatge teatral Ofici de gàrgola, del qual dos anys més tard n'apareixerà el llibre traduït al castellà Ejercicios para gárgolas.
Ha realitzat centenars de lectures de poemes acompanyades dels més diversos complements per arreu de Catalunya, també incursions a Espanya, Europa, els Estats Units d'Amèrica i Mèxic. Col·labora habitualment amb diverses bandes de rock de l'underground català.

## Obra
- Si al final no vinc, i m'esperes (2002, ISBN 84-96253-26-0)
- No calla (2005, ISBN 84-96443-52-3)
- Vàlid per un viatge, (2007)
- Tancat per mancances (2008, ISBN 978-84-935391-3-9)
- Ejercicios para Gárgolas (2010, ISBN 978-84-92759-32-3)
- Home a l'aigua (2012, ISBN 978-84-615-7910-5)[8]
- Flama de bruc (2015)[9]